# Borrelia burgdorferi
Borrelia burgdorferi — вид бактерій з роду Borrelia, типу Спірохети і збудник хвороби Лайма, який звичайно передається до людини через укуси кліщів. B. burgdorferi поширена у Північній Америці та Європі. Borrelia burgdorferi названа на честь науковця Вільяма Бургдорфера (англ. Willy Burgdorfer), який вперше виділив цю бактерію в 1982 році.